# Наземна міна

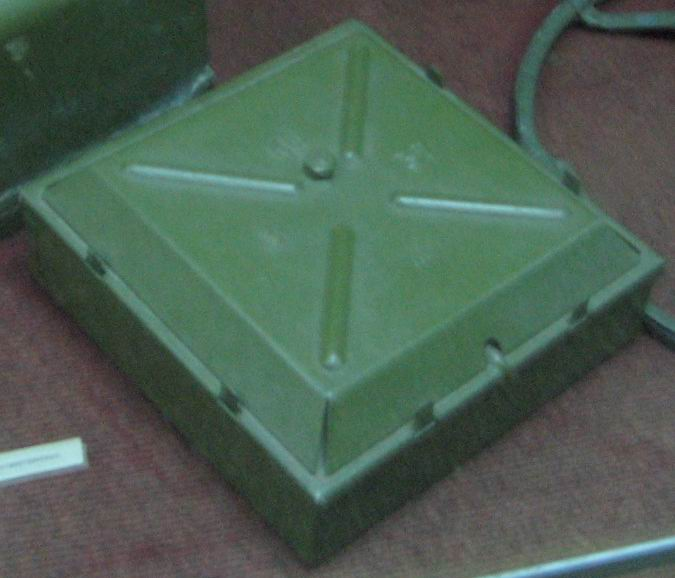
Радянська протитанкова міна натискної дії TM-35 у військовому музеї Севастополя

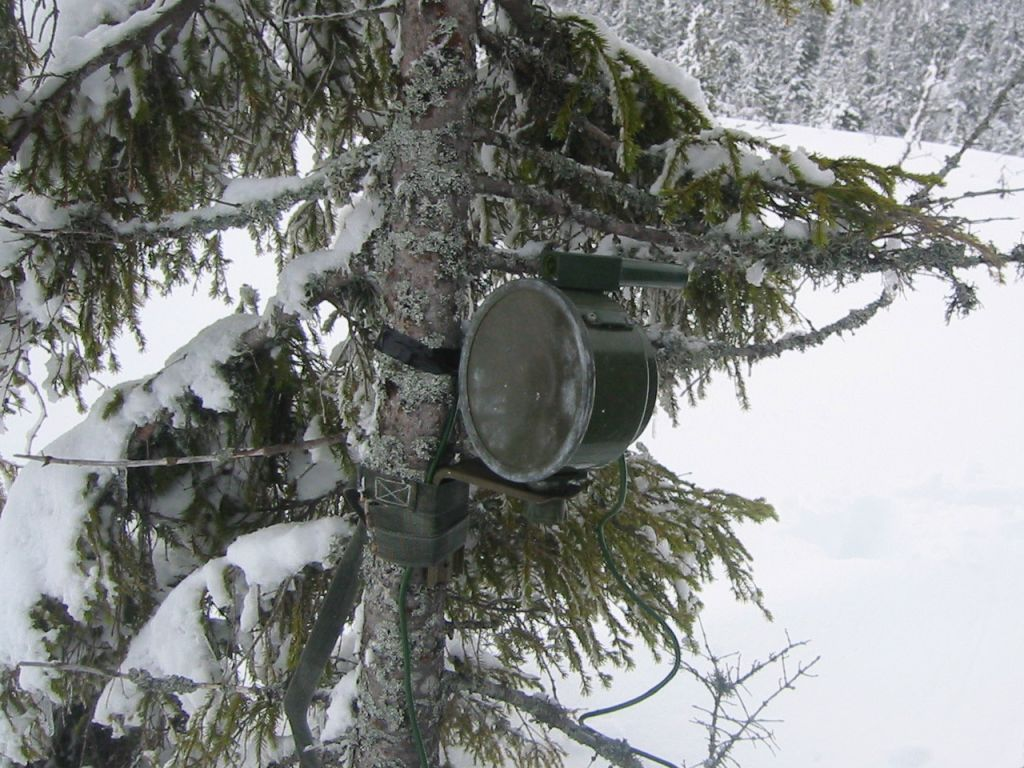
Шведська протитранспортна міна FFV 016

Міна наземна також міна інженерна (від фр. mine — рудник, шахта, підкоп) — у військовій справі — вид інженерних боєприпасів, міна, що встановлюється під землею, на поверхні або поблизу неї, та призначених для влаштування наземних мінно-вибухових загороджень з метою ураження живої сили та військової техніки противника, руйнування доріг та різнорідних загороджень і споруд, ускладнення просування та маневру військ супротивника.

## Влаштування та класифікація наземних мін
Міни наземні складаються з заряду ВР, детонатора (замикача), датчика цілі детонатора і корпусу (з металу, дерева, пластмас; відомі безкорпусні конструкції — з ВР підвищеної потужності). Деякі типи наземних мін мають пристрої (запобіжники), що забезпечують безпеку при установці, елементи недобуваності та незнешкоджуваності, що утрудняють зняття та знешкодження, а також самоліквідатори, що викликають вибух міни або призводять її в безпечний стан через заданий проміжок часу.
За способом приведення в дію наземні міни поділяють на некеровані і керовані. Некеровані міни вибухають від впливу заподіяного людиною, танком, бронетранспортером, автомашиною тощо на детонатор (датчик цілі детонатора), а також після закінчення заданого часу. Керовані міни переводяться в бойове положення або спрацьовують за командою, переданої по радіо або дротах.
За термінами спрацьовування наземні міни бувають миттєвої дії — вибухають при впливі об'єкту, що уражається та уповільненої дії (МУД) — автоматично спрацьовують або переходять в бойовий стан після закінчення заданого часу.
Залежно від конструкції детонатора розрізняють наземні міни контактні і неконтактні. Контактні спрацьовують при безпосередньому впливі людини, танка тощо на їх детонатор (датчик цілі детонатора), а неконтактні — від впливу фізичного поля цілі (магнітного, акустичного, вібраційного).
За способами установки розрізняють міни наземні: добувані, які можна витягти з місця установки, і недобувані — вибухають при спробі їх добути; знешкоджувані — дозволяють витягти детонатор і незнешкоджувані — при спробі знешкодити спрацьовують.

## Різновиди мін за призначенням
За призначенням наземні міни поділяються на протитанкові, протипіхотні, протитранспортні, протидесантні, об'єктні та спеціальні.

### Протитанкові міни
Протитанкові міни застосовуються для ураження танків, самохідних артилерійських установок, БМП, БТР, бронеавтомобілів та іншої броньованої техніки. Вони підрозділяються на протигусеничні, протиднищеві, протибортові та протидахові; за типом заряду — на фугасні і кумулятивні. 
Найбільшого поширення набули протигусеничні фугасні інженерні міни, котрі спрацьовують при безпосередньому наїзді на них об'єкту. У середині 70-х рр. маса таких мін становила 9-13 кг, з них 5,5-10 кг — заряд ВР. Приклади: ТМ-46, ТМ-57, ТМ-62, ПТМ-1
Протиднищеві міни вибухають під танком при його наїзді на штир або спрацьовуванні спеціального детонатора (замикача) на зміну електромагнітного поля. Як правило, вони мають кумулятивний заряд, який пробиває броню днища танка або перебиває гусеницю. Маса таких мін 3,2-10 кг, маса ВР 1,5-6 кг. Приклади: ТМ-89, ПТМ-3, ПТМ-4, FFV 028.
Протибортова міна являє собою кумулятивну гранату протитанкового гранатомета, що встановлюється на місцевості (або спеціальний аналогічний пристрій), яка уражає борт танка при наїзді його гусениці на датчик детонатора або при перетинанні бортом лазерного проміню. Приклади: ТМ-83, DM-12.
У протидахових мінах бойовий елемент рухається за балістичною траєкторією й уражає ціль згори. Наприклад, ПТКМ-1Р.

### Протипіхотні міни
Протипіхотні міні уражають живу силу супротивника дією продуктів вибуху (фугасні, наприклад ПМН) або осколками (осколкові/уламкові). Різновидом осколкових мін є міни, котрі вистрибують та вибухають у повітрі на висоті 0,5-1,5 м (ОЗМ-72), і міни направленої дії, при вибуху яких осколки розлітаються у визначеному напрямку (міни серії МОН). Маса фугасних мін 85-450 г (заряду 30-200 г), осколкових, що вистрибують — 1,6-4,5 кг (заряду 75-500 г). Як протипіхотні осколкові міни іноді використовуються артилерійські снаряди з різними детонаторами. У фугасних протипіхотних мінах застосовуються підривники натискної дії, в осколкових натяжного або комбінованого — натяжно-натискної дії.

### Протитранспортні міни
Протитранспортні міни служать для виведення з ладу автомобільного та залізничного транспорту противника. Деякі їх типи приводяться в бойове положення після закінчення визначного часу автоматично або за допомогою команд, поданих по радіо або дротах. Для мінування автомобільних доріг можуть застосовуватися звичайні протипіхотні і протитанкові міни.

### Протидесантні міни
Протидесантні міни призначаються для ураження живої сили, десантно-висадочних засобів та іншої військової техніки супротивника при висадці його десантів на морське узбережжя (встановлюються на глибину менше 5 м), на берегах озер і річок. Найбільш поширені донні протидесантні міни зі штирьовим механічним детонатором.

### Об'єктні міни
Об'єктні міни призначаються для руйнування важливих в тактичному та оперативному відношенні споруд (мостів, тунелів, будівель, портових і аеродромних споруд, дамб тощо). Вони завчасно розміщуються всередині об'єкта і вибухають після закінчення заданого терміну дії за допомогою часових або хімічних детонаторів (замикачів). Під час Другої світової війни війська протиборчих сторін успішно проводили підрив об'єктних мін по радіо. Маса заряду таких мін доходила до 10 т.

### Спеціальні міни
Спеціальні міни служать для виконання спеціальних завдань. До них належать міни-пастки, що вибухають при спробі зрушити їх з місця; диверсійні — спрацьовують через заданий проміжок часу; сигнальні — для попередження про появу противника; підлідні — для вибуху льоду на річках (озерах, морях) та інші.